# Danse avec lui
Pour plus de détails, voir Fiche technique et Distribution.
Danse avec lui est un film dramatique de Valérie Guignabodet sorti le 21 février 2007, avec Mathilde Seigner et Sami Frey.

## Synopsis
Trois ans après une difficile rupture sentimentale et une grave chute à cheval qui ont bouleversé sa vie, Alexandra Balzan réapprend à vivre et à aimer grâce à la rencontre troublante avec un vieil écuyer misanthrope (Sami Frey) et de son cheval, dans un centre équestre abandonné, à Beauvais.

## Fiche technique
- Réalisateur : Valérie Guignabodet
- Scénariste : Valérie Guignabodet
- Producteur : Philippe Godeau
- Compositeur : Jean-Claude Petit
- Montage : Denis Rouden
- Éditeur : Thierry Derocles
- Producteur associé : Thérèse Ripaud
- Costumier : Jacqueline Bouchard
- Directeur de la production :
  - Jean-Jacques Albert
  - Didier Carrel
  - Benoît Nguyen Lang
  - David Le Gall
- Assistant réalisateur :
  - Louise Arhex
  - Christophe Cheysson
- Directeur du son :
  - Jean Gargonne
  - François Groult
  - Marion Lorthioir
  - Jean Minondo
- Effets visuels :
  - Benoît Philippon
  - Olivier Ryard
  - Daniel Trujillo
- Dressage :
  - Jean-François Pignon
  - Michel Lerpinière
- Pays de production :  France
- N° de visa : 114 468
- Format : couleur
- Format du son : Dolby SRD/DTS
- Format de production : 35 mm
- Langue : français
- Distribué par Wild Bunch Distribution
- Genre : drame
- Durée : 118 minutes
- Année de production : 2006
- Dates de sortie : 21 février 2007

## Distribution
- Mathilde Seigner : Alexandra Balzan
- Sami Frey : le maître écuyer
- Jean-François Pignon : Miguel
- Anny Duperey : la mère d'Alexandra
- Anthony Delon : Paul Balzan
- Jean Dell : Daniel
- Élodie Navarre : Lucie
- Camille Varenne : Amélie
- Gilles Gaston-Dreyfus : le professeur d'équitation
- Quentin Grosset : l'écolier
- Fabrice Bagni
- Xavier Berlioz
- Jacques Brucher

## Box office
- Box office France : 1 012 317 entrées

## Citations extraites du film
- « On ne renonce jamais aux chevaux... »
- « Si vous voulez qu'il vous aime ayez au moins la politesse de ne pas charger vos problèmes sur son dos. »
- « Si les chevaux nous portent c'est qu'ils sont gentils. Ils ont la gentillesse de nous supporter. Ils nous supportent et ont parfois la bonté de nous faire don d'une toute petite part de leur grâce, nous n'avons rien inventé, rien. »
- « Vous aviez le temps de le monter mais pas de le sortir, mais on donne quoi quand on ne donne pas son temps ? »
- « Se contenter de peu et jouir de chaque chose; ce n'est pas le but qui compte, c'est le chemin. »
- « Maintenant on a les murmureurs... qui murmurent. // Et vous aussi vous murmurez ? // Ah non, moi j'observe, je cherche, je me trompe et puis j'apprends. »
- « Pourtant on ne s'ennuie jamais car l'ennui vient quand on ne se regarde plus. Et on ne peut pas ne pas regarder un cheval, regarder l'autre, regardez-le vraiment et jamais, jamais vous ne vous ennuierez. C'est ça le sentiment équestre et ça n'est rien d'autre que de l'amour. »
- «  Vous savez donner aux chevaux, mais vous ne savez pas donner aux hommes. »
- «  Ça fait dix mille ans que les humains tentent de dresser les chevaux, dix mille ans qu'on tombe, dix mille ans qu'on se relève, qu'on invente des voitures, qu'on invente des avions et pourtant on continue de monter à cheval. »